# Žuniči
Žuniči so naselje v Občini Črnomelj. V Žuničih je most preko reke Kolpe z mejnim prehodom na Hrvaško. Pri mostu je jez, kjer stojijo razvaline mlina.
Pri vasi je stal grad Žunič, ki pa je bil porušen v 18. stoletju.
Naselje leži ob cesti Črnomelj - Dolenjci - Vinica.

## Znamenitosti
V Žuničih je obnovljen kmečki dvor, imenovan Šokčev dvor. To je obnovljena skromna domačija z značilno arhitekturo obkolpskih vasi, ki navzven deluje kot neke vrste trdnjava z zaprtim notranjim dvoriščem. Danes je v njem informacijska točka za krajinski park Kolpa.